# Pairo
En náutica, el pairo es una de las especies de capa que pueden hacerse cuando se navega de bolina con viento bonancible y todo aparejo, si se quiere detener el curso del bajel por poco tiempo para esperar algún buque o por cualquier otro motivo. 
El pairo consiste en bracear las gavias y demás vergas superiores por barlovento, de suerte que beban viento por la cara de proa; arriar un poco las escotas mayores y colocar progresivamente la caña del timón a sotavento. La maniobra se expresa con la frase de hacer y ponerse al pairo.

## Expresiones relacionadas
Mantenerse al pairo significa también mantener la posición respecto al fondo; cuando hay temporal, mantenerse proa al oleaje con poco trapo, a fin de compensar el efecto de abatimiento.